# فهرست جایزه‌ها و نامزدی‌های اداره (مجموعه تلویزیونی)
اداره (به انگلیسی: The Office) یک مجموعه تلویزیونی در ژانر مستندنما و کمدی موقعیت بر پایه مجموعه تلویزیونی بریتانیایی به همین نام به کارگردانی ریکی جرویز و استیون مرچنت است. این مجموعه در شبکه ان‌بی‌سی از ۲۴ مارس سال ۲۰۰۵ تا ۱۶ مه ۲۰۱۳ پخش شد و ۹ فصل و ۲۰۱ قسمت داشت. این مجموعه تلویزیونی که به شکل مستندنما فیلمبرداری شده‌است، زندگی روزمره گروهی از کارمندان در شرکت خیالی داندر میفلین شعبه اسکرانتون، پنسیلوانیا را روایت می‌کند. اداره استیو کرل در نقش مایکل اسکات، رین ویلسون در نقش دوایت شروت، جان کرازینسکی در نقش جیم هالپرت، جینا فیشر در نقش پم بیزلی و بی جی نواک در نقش رایان هوارد را به عنوان گروه بازیگری اصلی خود داشت که در طول پخش بسیار تغییر یافت.
با وجود نقدهای گوناگون در طول پخش فصل یک، فصل‌های بعدی اداره با استقبال گسترده‌ای روبرو شدند و این مجموعه برای ان‌بی‌سی موفقیت‌آمیز بود، هرچند که فصل‌های جلوتر به دلیل پایین آمدن کیفیت مورد انتقاد قرار گرفتند. از ۲۰۰۶ تا ۲۰۱۱، این مجموعه شش بار نامزد جایزه امی ساعات پربیننده مجموعه کمدی شد که در فصل دوم برنده آن. این مجموعه سه بار نامزد جایزه گلدن گلوب بهترین مجموعه تلویزیونی – کمدی یا موزیکال؛ پنج بار نامزد جایزه انجمن تهیه‌کنندگان آمریکا برای مجموعه کمدی قسمتی که یک بار برنده شد؛ جایزه تی‌سی‌ای مجموعه سال ۲۰۰۶: و چهار بار نامزد جایزه تی‌سی‌ای بهترین کمدی شد که دو بار برنده شد. اداره در سال‌های ۲۰۰۶ و ۲۰۰۸ توسط انستیتوی فیلم آمریکایی به عنوان بهترین مجموعه‌های آن سال نامیده شد و در سال ۲۰۰۷، مجموعه با یک جایزه پیبادی شناخته شد.
نقش‌آفرینی بسیاری از بازیگران مجموعه نیز به خوبی شناخته شده‌است. کرل شش بار نامزد جایزه امی بهترین بازیگر اصلی مجموعه تلویزیونی کمدی شد اما هرگز برنده نشد که معمولاً به عنوان یکی از بزرگترین خوارشمردن‌ها در تاریخ امی به‌شمار می‌رود. کرل همچنین نامزد یک جایزه گلدن گلوب، یک جایزه تی‌سی‌ای، و شش جایزه بازیگران روی صحنه شده‌است. ویلسون نامزد سه جایزه امی ساعات پربیننده بهترین بازیگر مکمل مجموعه تلویزیونی کمدی، و فیشر یک بار نامزد جایزه امی ساعات پربیننده برای بهترین بازیگر مکمل زن در مجموعه تلویزیونی کمدی شده‌است. به‌طور کلی، گروه بازیگران هفت بار نامزد جایزه بازیگران روی صحنه برای گروه بازیگران در یک مجموعه تلویزیونی کمدی شده‌اند که در ۲۰۰۷ و ۲۰۰۸ برنده شدند.
کارگردانی و نویسندگی اداره همچنین باعث شد جوایز زیادی دریافت شوند. این مجموعه دو جایزه انجمن نویسندگان آمریکا: کمدی قسمت برای قسمت «شب کازینو» به نویسندگی کرل و یکی دیگر برای قسمت «شغل» , به نویسندگی پل لیبرشتاین و مایکل شور. به علاوه، گروه نویسندگی مجموعه با دریافت جایزه انجمن نویسندگان آمریکا: مجموعه تلویزیونی کمدی در سال ۲۰۰۷ شناخته شد. گرگ دنیلز برای نویسندگی قسمت «شکار جادوگر گی» جایزه امی ساعات پربیننده برای نویسندگی مجموعه کمدی را دریافت کرد. پال فیگ برای فعالیت در «مهمانی شام» جایزه انجمن کارگردانان آمریکا برای بهترین کارگردانی - مجموعه کمدی را دریافت کرد. جفری بلیتز نیز برای قسمت «تسکین استرس» جایزه امی ساعات پربیننده برای بهترین کارگردانی مجموعه تلویزیونی کمدی را دریافت کرد.

## جایزه‌ها و نامزدی‌ها
| جایزه                               | سال  | رده                                                                             | نامزد(ها)                                                                       | نتیجه    | منابع           |
| ----------------------------------- | ---- | ------------------------------------------------------------------------------- | ------------------------------------------------------------------------------- | -------- | --------------- |
| جایزه آلما                          | ۲۰۰۸ | بهترین نقش‌آفرینی بازیگر مرد در مجموعه تلویزیونی کمدی                            | اسکار نونز                                                                      | نامزدشده | [ ۱۴ ]          |
| جایزه آلما                          | ۲۰۰۹ | بهترین بازیگر کمدی                                                              | اسکار نونز                                                                      | برنده    | [ ۱۵ ] [ ۱۶ ]   |
| جایزه آلما                          | ۲۰۰۹ | بهترین بازیگر زن کمدی                                                           | جسیکا آلبا                                                                      | نامزدشده | [ ۱۵ ] [ ۱۶ ]   |
| جایزه آلما                          | ۲۰۱۱ | بازیگر تلویزیونی موردعلاقه – نقش مکمل                                           | اسکار نونز                                                                      | نامزدشده | [ ۱۷ ]          |
| جایزه آلما                          | ۲۰۱۲ | بازیگر تلویزیونی موردعلاقه – نقش مکمل در کمدی                                   | اسکار نونز                                                                      | نامزدشده | [ ۱۸ ]          |
| جوایز ادی                           | ۲۰۰۷ | جایزه تدوین‌گران سینمای آمریکایی برای بهترین مجموعه کمدی تدوین‌شده تلویزیون تجاری | دین هالند و دیوید راجرز (برای «شب کازینو»)                                      | برنده    | [ ۱۹ ]          |
| جوایز ادی                           | ۲۰۰۹ | جایزه تدوین‌گران سینمای آمریکایی برای بهترین مجموعه کمدی تدوین‌شده تلویزیون تجاری | دین هالند و دیوید راجرز (برای «خداحافظ، توبی»)                                  | نامزدشده | [ ۲۰ ]          |
| جوایز ادی                           | ۲۰۱۴ | جایزه تدوین‌گران سینمای آمریکایی برای بهترین مجموعه کمدی تدوین‌شده تلویزیون تجاری | دیوید راجرز و کلیر اسکانلون (برای «پایان»)                                      | برنده    | [ ۲۱ ]          |
| جوایز انستیتوی فیلم آمریکایی        | ۲۰۰۶ | مجموعه‌های تلویزیونی سال                                                         | اداره                                                                           | برنده    | [ ۲۲ ]          |
| جوایز انستیتوی فیلم آمریکایی        | ۲۰۰۸ | مجموعه تلویزیونی سال                                                            | اداره                                                                           | برنده    | [ ۲۳ ]          |
| Art Directors Guild Awards          | ۲۰۰۹ | Episode of a Half Hour Single-Camera Television Series                          | مایکل جی. گالنبرگ (برای «کاهش وزن»)                                             | نامزدشده | [ ۲۴ ] [ ۲۵ ]   |
| Art Directors Guild Awards          | ۲۰۱۰ | Episode of a Half Hour Single-Camera Television Series                          | Michael G. Gallenberg (برای «نیاگارا»)                                          | نامزدشده | [ ۲۶ ] [ ۲۷ ]   |
| جوایز کمدی بریتانیا                 | ۲۰۰۶ | بهترین مجموعه کمدی جهانی                                                        | اداره                                                                           | نامزدشده | [ ۲۸ ]          |
| جوایز کمدی بریتانیا                 | ۲۰۰۷ | بهترین مجموعه کمدی جهانی                                                        | اداره                                                                           | نامزدشده | [ ۲۹ ]          |
| جوایز انجمن صدای سینما              | ۲۰۱۳ | Outstanding Achievement in Sound Mixing for Television Series – Half Hour       | Benjamin Patrick, جان دبلیو. کوک دوم و کنث کوبت (برای «بچه‌های جدید»)            | نامزدشده | [ ۳۰ ] [ ۳۱ ]   |
| جوایز انجمن صدای سینما              | ۲۰۱۴ | Outstanding Achievement in Sound Mixing for Television Series – Half Hour       | Benjamin Patrick, جان دبلیو. کوک دوم و رابرت کار (برای «پایان (اداره)»)         | نامزدشده | [ ۳۲ ]          |
| جوایز کمدی                          | ۲۰۱۱ | مجموعه کمدی                                                                     | اداره                                                                           | نامزدشده | [ ۳۳ ] [ ۳۴ ]   |
| جوایز کمدی                          | ۲۰۱۱ | بازیگر کمدی – تلویزیون                                                          | Steve Carell                                                                    | نامزدشده | [ ۳۳ ] [ ۳۴ ]   |
| جوایز کمدی                          | ۲۰۱۱ | نویسندگی کمدی – تلویزیون                                                        | اداره                                                                           | نامزدشده | [ ۳۳ ] [ ۳۴ ]   |
| جوایز کمدی                          | ۲۰۱۱ | کارگردانی کمدی – تلویزیون                                                       | اداره                                                                           | نامزدشده | [ ۳۳ ] [ ۳۴ ]   |
| جوایز کمدی                          | ۲۰۱۲ | نقش‌آفرینی یک بازیگر – تلویزیون                                                  | استیو کرل                                                                       | نامزدشده | [ ۳۵ ]          |
| جوایز کمدی                          | ۲۰۱۲ | کارگردانی کمدی – تلویزیون                                                       | اداره                                                                           | نامزدشده | [ ۳۵ ]          |
| جایزه تلویزیونی به انتخاب منتقدان]  | ۲۰۱۱ | جایزه تلویزیونی به انتخاب منتقدان برای بهترین مجموعه تلویزیونی کمدی             | اداره                                                                           | نامزدشده | [ ۳۶ ]          |
| جایزه تلویزیونی به انتخاب منتقدان]  | ۲۰۱۱ | جایزه تلویزیونی به انتخاب منتقدان برای بهترین بازیگر در مجموعه تلویزیونی کمدی   | استیو کرل                                                                       | نامزدشده | [ ۳۶ ]          |
| جوایز امی روزهای پربیننده           | ۲۰۰۷ | بهترین برنامه تلویزیونی گسترده - کمدی                                           | اداره: حسابداران                                                                | برنده    | [ ۳۷ ]          |
| جایزه انجمن کارگردانان آمریکا       | ۲۰۰۹ | جایزه انجمن کارگردانان آمریکا برای بهترین کارگردانی - مجموعه کمدی               | پال فیگ (برای «مهمانی شام»)                                                     | برنده    | [ ۳۸ ]          |
| جایزه رسانه‌ای گلد                   | ۲۰۰۷ | جایزه رسانه‌ای گلد برای بهترین مجموعه کمدی                                       | اداره                                                                           | نامزدشده | [ ۳۹ ]          |
| جوایز گلدن گلوب                     | ۲۰۰۶ | جایزه گلدن گلوب بهترین بازیگر - مجموعه تلویزیونی موزیکال یا کمدی                | استیو کرل                                                                       | برنده    | [ ۴۰ ]          |
| جوایز گلدن گلوب                     | ۲۰۰۷ | جایزه گلدن گلوب بهترین مجموعه تلویزیونی - موزیکال یا کمدی                       | اداره                                                                           | نامزدشده | [ ۴۱ ]          |
| جوایز گلدن گلوب                     | ۲۰۰۷ | جایزه گلدن گلوب بهترین بازیگر - مجموعه تلویزیونی موزیکال یا کمدی                | استیو کرل                                                                       | نامزدشده | [ ۴۱ ]          |
| جوایز گلدن گلوب                     | ۲۰۰۸ | جایزه گلدن گلوب بهترین بازیگر - مجموعه تلویزیونی موزیکال یا کمدی                | استیو کرل                                                                       | نامزدشده | [ ۴۲ ]          |
| جوایز گلدن گلوب                     | ۲۰۰۹ | جایزه گلدن گلوب بهترین مجموعه تلویزیونی - موزیکال یا کمدی                       | اداره                                                                           | نامزدشده | [ ۴۳ ]          |
| جوایز گلدن گلوب                     | ۲۰۰۹ | جایزه گلدن گلوب بهترین بازیگر - مجموعه تلویزیونی موزیکال یا کمدی                | استیو کرل                                                                       | نامزدشده | [ ۴۳ ]          |
| جوایز گلدن گلوب                     | ۲۰۱۰ | جایزه گلدن گلوب بهترین مجموعه تلویزیونی - موزیکال یا کمدی                       | اداره                                                                           | نامزدشده | [ ۴۴ ]          |
| جوایز گلدن گلوب                     | ۲۰۱۰ | جایزه گلدن گلوب بهترین بازیگر - مجموعه تلویزیونی موزیکال یا کمدی                | استیو کرل                                                                       | نامزدشده | [ ۴۴ ]          |
| جوایز گلدن گلوب                     | ۲۰۱۱ | جایزه گلدن گلوب بهترین بازیگر - مجموعه تلویزیونی موزیکال یا کمدی                | استیو کرل                                                                       | نامزدشده | [ ۴۵ ]          |
| جوایز ایماجن                        | ۲۰۱۰ | بهترین بازیگر مکمل، تلویزیون                                                    | اسکار نونز                                                                      | نامزدشده | [ ۴۶ ]          |
| جوایز ایماجن                        | ۲۰۱۲ | بهترین بازیگر مکمل، تلویزیون                                                    | اسکار نونز                                                                      | نامزدشده | [ ۴۷ ]          |
| جوایز ایماجن                        | ۲۰۱۳ | بهترین بازیگر مکمل، تلویزیون                                                    | اسکار نونز                                                                      | نامزدشده | [ ۴۸ ]          |
| جایزه ایمیج                         | ۲۰۰۷ | بهترین کارگرادنی در مجموعه تلویزیونی کمدی                                       | کن ویتینگهام (برای «تولد مایکل»)                                                | برنده    | [ ۴۹ ]          |
| جایزه ایمیج                         | ۲۰۰۸ | بهترین کارگردانی در مجموعه کمدی                                                 | کن ویتینگهام (برای «عروسی فیلیس»)                                               | برنده    | [ ۵۰ ]          |
| جایزه ایمیج                         | ۲۰۰۸ | بهترین نویسندگی در مجموعه تلویزیونی کمدی                                        | میندی کالینگ (برای «جنگ شعبه‌ها»)                                                | نامزدشده | [ ۵۰ ]          |
| جایزه ایمیج                         | ۲۰۰۹ | بهترین نویسندگی در مجموعه تلویزیونی کمدی                                        | رایان کوه (برای «اخلاق کسب‌وکار»)                                                | نامزدشده | [ ۵۱ ] [ ۵۲ ]   |
| جایزه ایمیج                         | ۲۰۱۰ | بهترین کارگرادنی مجموعه کمدی                                                    | رجینالد هادلین (برای «حوض ماهی»)                                                | نامزدشده | [ ۵۳ ] [ ۵۴ ]   |
| جایزه ایمیج                         | ۲۰۱۰ | بهترین نویسندگی مجموعه کمدی                                                     | هالستد سالیوان و وارن لیبرشتاین (برای «کافه دیسکو»)                             | برنده    | [ ۵۳ ] [ ۵۴ ]   |
| جایزه ایمیج                         | ۲۰۱۱ | بهترین بازیگر مکمل در مجموعه تلویزیونی کمدی                                     | کریگ رابینسون                                                                   | نامزدشده | [ ۵۵ ] [ ۵۶ ]   |
| جایزه ایمیج                         | ۲۰۱۱ | بهترین نویسندگی در مجموعه کمدی                                                  | دنیل چان (برای «خویشاوندی»)                                                     | نامزدشده | [ ۵۵ ] [ ۵۶ ]   |
| جایزه ایمیج                         | ۲۰۱۲ | جایزه ایمیج برای بهترین بازیگر مکمل در مجموعه کمدی                              | کریگ رابینسون                                                                   | نامزدشده | [ ۵۷ ]          |
| جایزه ایمیج                         | ۲۰۱۳ | جایزه ایمیج برای بهترین بازیگر مکمل در مجموعه کمدی                              | کریگ رابینسون                                                                   | نامزدشده | [ ۵۸ ]          |
| جایزه پیبادی                        | ۲۰۰۷ | –                                                                               | اداره                                                                           | برنده    | [ ۵۹ ] [ ۶۰ ]   |
| جوایز برگزیده مردم                  | ۲۰۱۰ | کمدی تلویزیونی محبوب                                                            | اداره                                                                           | نامزدشده | [ ۶۱ ]          |
| جوایز برگزیده مردم                  | ۲۰۱۲ | ستاره مهمان محبوب                                                               | جیم کری                                                                         | نامزدشده | [ ۶۲ ]          |
| جوایز برگزیده مردم                  | ۲۰۱۴ | مجموعه محبوب که بیش از همه دلمان برایش تنگ شده                                  | اداره                                                                           | نامزدشده | [ ۶۳ ]          |
| جوایز امی ساعات پربیننده            | ۲۰۰۶ | جایزه امی ساعات پربیننده برای بهترین مجموعه کمدی                                | اداره                                                                           | برنده    | [ ۶۴ ] [ ۶۵ ]   |
| جوایز امی ساعات پربیننده            | ۲۰۰۶ | جایزه امی ساعات پربیننده برای بازیگر اصلی در مجموعه کمدی                        | استیو کرل                                                                       | نامزدشده | [ ۶۴ ] [ ۶۵ ]   |
| جوایز امی ساعات پربیننده            | ۲۰۰۶ | جایزه امی ساعات پربیننده برای نویسندگی مجموعه کمدی                              | مایکل شور (برای «مهمانی کریسمس»)                                                | نامزدشده | [ ۶۴ ] [ ۶۵ ]   |
| جوایز امی ساعات پربیننده            | ۲۰۰۷ | جایزه امی ساعات پربیننده برای بهترین مجموعه کمدی                                | اداره                                                                           | نامزدشده | [ ۶۶ ] [ ۶۷ ]   |
| جوایز امی ساعات پربیننده            | ۲۰۰۷ | جایزه امی ساعات پربیننده برای بازیگر اصلی در مجموعه کمدی                        | استیو کرل                                                                       | نامزدشده | [ ۶۶ ] [ ۶۷ ]   |
| جوایز امی ساعات پربیننده            | ۲۰۰۷ | جایزه امی ساعات پربیننده برای بازیگر مکمل در مجموعه کمدی                        | رین ویلسون                                                                      | نامزدشده | [ ۶۶ ] [ ۶۷ ]   |
| جوایز امی ساعات پربیننده            | ۲۰۰۷ | جایزه امی ساعات پربیننده برای بازیگر زن مکمل در مجموعه کمدی                     | جینا فیشر                                                                       | نامزدشده | [ ۶۶ ] [ ۶۷ ]   |
| جوایز امی ساعات پربیننده            | ۲۰۰۷ | جایزه امی ساعات پربیننده برای نویسندگی مجموعه کمدی                              | گرگ دنیلز (برای «شکار جادوگر گی»)                                               | برنده    | [ ۶۶ ] [ ۶۷ ]   |
| جوایز امی ساعات پربیننده            | ۲۰۰۷ | جایزه امی ساعات پربیننده برای نویسندگی مجموعه کمدی                              | مایکل شوذ (برای «مذاکره»)                                                       | نامزدشده | [ ۶۶ ] [ ۶۷ ]   |
| جوایز امی ساعات پربیننده            | ۲۰۰۷ | جایزه امی ساعات پربیننده برای بهترین کارگردانی مجموعه تلویزیونی کمدی            | کن کواپیس (برای «شکار جادوگر گی»)                                               | نامزدشده | [ ۶۶ ] [ ۶۷ ]   |
| جوایز امی ساعات پربیننده            | ۲۰۰۸ | جایزه امی ساعات پربیننده برای بهترین مجموعه کمدی                                | اداره                                                                           | نامزدشده | [ ۶۸ ] [ ۶۹ ]   |
| جوایز امی ساعات پربیننده            | ۲۰۰۸ | جایزه امی ساعات پربیننده برای بهترین بازیگر اصلی در مجموعه کمدی                 | استیو کرل                                                                       | نامزدشده | [ ۶۸ ] [ ۶۹ ]   |
| جوایز امی ساعات پربیننده            | ۲۰۰۸ | جایزه امی ساعات پربیننده برای بهترین بازیگر مکمل در مجموعه کمدی                 | رین ویلسون                                                                      | نامزدشده | [ ۶۸ ] [ ۶۹ ]   |
| جوایز امی ساعات پربیننده            | ۲۰۰۸ | جایزه امی ساعات پربیننده برای نویسندگی مجموعه کمدی                              | لی آیزنبرگ و جین استوپنیتسکی (برای «مهمانی شام»)                                | نامزدشده | [ ۶۸ ] [ ۶۹ ]   |
| جوایز امی ساعات پربیننده            | ۲۰۰۸ | جایزه امی ساعات پربیننده برای بهترین کارگردانی مجموعه تلویزیونی کمدی            | پل فیگ (برای «خداحافظ، توبی»)                                                   | نامزدشده | [ ۶۸ ] [ ۶۹ ]   |
| جوایز امی ساعات پربیننده            | ۲۰۰۸ | جایزه امی ساعات پربیننده برای بهترین کارگردانی مجموعه تلویزیونی کمدی            | پل لیبرشتاین (برای «پول»)                                                       | نامزدشده | [ ۶۸ ] [ ۶۹ ]   |
| جوایز امی ساعات پربیننده            | ۲۰۰۹ | جایزه امی ساعات پربیننده برای بهترین مجموعه کمدی                                | اداره                                                                           | نامزدشده | [ ۷۱ ] [ ۷۲ ]   |
| جوایز امی ساعات پربیننده            | ۲۰۰۹ | جایزه امی ساعات پربیننده برای بهترین بازیگر اصلی در مجموعه کمدی                 | استیو کرل                                                                       | نامزدشده | [ ۷۱ ] [ ۷۲ ]   |
| جوایز امی ساعات پربیننده            | ۲۰۰۹ | جایزه امی ساعات پربیننده برای بهترین بازیگر مکمل در مجموعه کمدی                 | رین ویلسون                                                                      | نامزدشده | [ ۷۱ ] [ ۷۲ ]   |
| جوایز امی ساعات پربیننده            | ۲۰۰۹ | جایزه امی ساعات پربیننده برای بهترین کارگردانی مجموعه تلویزیونی کمدی            | جفری بلیتز (برای «تسکین استرس»)                                                 | برنده    | [ ۷۱ ] [ ۷۲ ]   |
| جوایز امی ساعات پربیننده            | ۲۰۱۰ | جایزه امی ساعات پربیننده برای بهترین مجموعه کمدی                                | اداره                                                                           | نامزدشده | [ ۷۳ ] [ ۷۴ ]   |
| جوایز امی ساعات پربیننده            | ۲۰۱۰ | جایزه امی ساعات پربیننده برای بهترین بازیگر اصلی در مجموعه کمدی                 | استیو کرل                                                                       | نامزدشده | [ ۷۳ ] [ ۷۴ ]   |
| جوایز امی ساعات پربیننده            | ۲۰۱۰ | جایزه امی ساعات پربیننده برای نویسندگی مجموعه کمدی                              | گرگ دنیلز و میندی کالینگ (برای «نیاگارا»)                                       | نامزدشده | [ ۷۳ ] [ ۷۴ ]   |
| جوایز امی ساعات پربیننده            | ۲۰۱۱ | جایزه امی ساعات پربیننده برای بهترین مجموعه کمدی                                | اداره                                                                           | نامزدشده | [ ۷۵ ] [ ۷۶ ]   |
| جوایز امی ساعات پربیننده            | ۲۰۱۱ | جایزه امی ساعات پربیننده برای بهترین بازیگر اصلی در مجموعه کمدی                 | استیو کرل                                                                       | نامزدشده | [ ۷۵ ] [ ۷۶ ]   |
| جوایز امی ساعات پربیننده            | ۲۰۱۱ | جایزه امی ساعات پربیننده برای نویسندگی مجموعه کمدی                              | گرگ دنیلز (برای «خداحافظ، مایکل»)                                               | نامزدشده | [ ۷۵ ] [ ۷۶ ]   |
| جوایز امی ساعات پربیننده            | ۲۰۱۳ | جایزه امی ساعات پربیننده برای نویسندگی مجموعه کمدی                              | گرگ دنیلز (برای «پایان»)                                                        | نامزدشده | [ ۷۷ ] [ ۷۸ ]   |
| Primetime Creative Arts Emmy Awards | ۲۰۰۶ | Outstanding Single-Camera Picture Editing for a Comedy Series                   | دین هالند (برای "Booze Cruise")                                                 | نامزدشده | [ ۶۴ ] [ ۷۹ ]   |
| Primetime Creative Arts Emmy Awards | ۲۰۰۶ | Outstanding Single-Camera Picture Editing for a Comedy Series                   | دیوید راجرز (برای «مهمانی کریسمس»)                                              | نامزدشده | [ ۶۴ ] [ ۷۹ ]   |
| Primetime Creative Arts Emmy Awards | ۲۰۰۷ | Outstanding Single-Camera Picture Editing for a Comedy Series                   | دیوید راجرز و دین هالند (برای «شغل»)                                            | برنده    | [ ۶۶ ] [ ۸۰ ]   |
| Primetime Creative Arts Emmy Awards | ۲۰۰۷ | Outstanding Sound Mixing for a Comedy or Drama Series (Half-Hour) and Animation | بنجامین پاتریک، جان دبلیو کوک دوم و پیتر نوزبام (برای «کودتا»)                  | نامزدشده | [ ۶۶ ] [ ۸۰ ]   |
| Primetime Creative Arts Emmy Awards | ۲۰۰۸ | Outstanding Picture Editing for a Comedy Series (Single or Multi-Camera)        | دین هالند و دیوید راجرز (برای «خداحافظ، توبی»)                                  | نامزدشده | [ ۶۸ ] [ ۸۱ ]   |
| Primetime Creative Arts Emmy Awards | ۲۰۰۸ | Outstanding Sound Mixing for a Comedy or Drama Series (Half-Hour) and Animation | بنجامین پاتریک, جان دبلیو کوک دوم و پیتر نوزبام (برای «تبلیغ محلی»)             | نامزدشده | [ ۶۸ ] [ ۸۱ ]   |
| Primetime Creative Arts Emmy Awards | ۲۰۰۹ | Outstanding Casting for a Comedy Series                                         | الیسون جونز                                                                     | نامزدشده | [ ۷۱ ] [ ۸۲ ]   |
| Primetime Creative Arts Emmy Awards | ۲۰۰۹ | Outstanding Creative Achievement in Interactive Media – Fiction                 | تجربه دیجیتال اداره (از طریق وبگاه ان‌بی‌سی)                                      | نامزدشده | [ ۷۱ ] [ ۸۲ ]   |
| Primetime Creative Arts Emmy Awards | ۲۰۰۹ | Outstanding Picture Editing for a Comedy Series (Single or Multi-Camera)        | استورات بس (برای «دو هفته»)                                                     | نامزدشده | [ ۷۱ ] [ ۸۲ ]   |
| Primetime Creative Arts Emmy Awards | ۲۰۰۹ | Outstanding Picture Editing for a Comedy Series (Single or Multi-Camera)        | دیوید راجرز و دین هالند (برای «تسکین استرس»)                                    | نامزدشده | [ ۷۱ ] [ ۸۲ ]   |
| Primetime Creative Arts Emmy Awards | ۲۰۰۹ | Outstanding Picture Editing for a Comedy Series (Single or Multi-Camera)        | کلیر اسکانلون (برای «تیم رؤیایی»)                                               | نامزدشده | [ ۷۱ ] [ ۸۲ ]   |
| Primetime Creative Arts Emmy Awards | ۲۰۰۹ | Outstanding Sound Mixing for a Comedy or Drama Series (Half-Hour) and Animation | بنجامین پاتریک، جان دبلیو کوک دوم و پیتر نوسبام (برای «شرکت کاغذ مایکل اسکات»)  | نامزدشده | [ ۷۱ ] [ ۸۲ ]   |
| Primetime Creative Arts Emmy Awards | ۲۰۱۱ | Outstanding Sound Mixing for a Comedy or Drama Series (Half-Hour) and Animation | بنجامین پاتریک، جان دبلیو کوک دوم و پیتر نوسبام (برای «نیاگارا»)                | نامزدشده | [ ۷۳ ] [ ۸۳ ]   |
| Primetime Creative Arts Emmy Awards | ۲۰۱۱ | Outstanding Sound Mixing for a Comedy or Drama Series (Half-Hour) and Animation | بنجامین پاتریک، جان دبلیو کوک دوم و پیتر نوسبام (برای «نمایش اندی»)             | نامزدشده | [ ۷۵ ] [ ۸۴ ]   |
| Primetime Creative Arts Emmy Awards | ۲۰۱۳ | بهترین تدوین تک‌دوربین در مجموعه کمدی                                            | دیوید راجرز و کلیر اسکانلون (برای «پایان»)                                      | برنده    | [ ۷۷ ] [ ۸۵ ]   |
| Primetime Creative Arts Emmy Awards | ۲۰۱۳ | Outstanding Sound Mixing for a Comedy or Drama Series (Half-Hour) and Animation | بنجامین پاتریک، جان دبلیو کوک دوک و پیتر نوسبام (برای «پایان»)                  | نامزدشده | [ ۷۷ ] [ ۸۵ ]   |
| Primetime Creative Arts Emmy Awards | ۲۰۱۳ | Outstanding Special Class – Short-Format Nonfiction Programs                    | اداره: خداحافظی‌ها (via NBC.com)                                                 | نامزدشده | [ ۷۷ ] [ ۸۵ ]   |
| Prism Awards                        | ۲۰۰۷ | قسمت مجموعه کمدی                                                                | اداره (for "Drug Testing")                                                      | نامزدشده | [ ۸۶ ] [ ۸۷ ]   |
| Prism Awards                        | ۲۰۰۷ | نقش‌آفرینی در مجموعه کمدی                                                        | استیو کرل                                                                       | نامزدشده | [ ۸۶ ] [ ۸۷ ]   |
| Prism Awards                        | ۲۰۰۹ | خط داستانی کمدی چندقسمتی                                                        | اداره (برای "Night Out", "Goodbye, Toby", "Weight Loss", and "Business Ethics") | برنده    | [ ۸۸ ] [ ۸۹ ]   |
| Prism Awards                        | ۲۰۰۹ | نقش‌آفرینی در مجموعه کمدی                                                        | بی جی نواک                                                                      | نامزدشده | [ ۸۸ ] [ ۸۹ ]   |
| جوایز انجمن تهیه‌کنندگان آمریکا      | ۲۰۰۷ | Danny Thomas Producer of the Year Award in Episodic Television – Comedy         | اداره                                                                           | برنده    | [ ۹۰ ]          |
| جوایز انجمن تهیه‌کنندگان آمریکا      | ۲۰۰۸ | Danny Thomas Producer of the Year Award in Episodic Television – Comedy         | اداره                                                                           | نامزدشده | [ ۹۱ ] [ ۹۲ ]   |
| جوایز انجمن تهیه‌کنندگان آمریکا      | ۲۰۰۹ | Danny Thomas Producer of the Year Award in Episodic Television – Comedy         | اداره                                                                           | نامزدشده | [ ۹۳ ]          |
| جوایز انجمن تهیه‌کنندگان آمریکا      | ۲۰۱۰ | Danny Thomas Producer of the Year Award in Episodic Television – Comedy         | اداره                                                                           | نامزدشده | [ ۹۴ ]          |
| جوایز انجمن تهیه‌کنندگان آمریکا      | ۲۰۱۱ | Danny Thomas Award for Outstanding Producer of Episodic Television – Comedy     | اداره                                                                           | نامزدشده | [ ۹۵ ]          |
| جوایز ستلایت                        | ۲۰۰۶ | بهترین مجموعه تلویزیونی کمدی یا موزیکال                                         | اداره                                                                           | نامزدشده | [ ۹۶ ]          |
| جوایز ستلایت                        | ۲۰۰۶ | Best Actor in a Series, Comedy or Musical                                       | Steve Carell                                                                    | نامزدشده | [ ۹۶ ]          |
| جوایز ستلایت                        | ۲۰۰۷ | بهترین بازیگر در یک مجموعه تلویزیونی کمدی یا موزیکال                            | استیو کرل                                                                       | نامزدشده | [ ۹۷ ]          |
| جوایز ستلایت                        | ۲۰۰۷ | بهترین عرضه دی‌وی‌دی یک مجموعه تلویزیونی                                          | اداره (برای فصل سوم)                                                            | نامزدشده | [ ۹۷ ]          |
| جوایز ستلایت                        | ۲۰۱۰ | بهترین بازیگر در یک مجموعه تلویزیونی کمدی یا موزیکال                            | استیو کرل                                                                       | نامزدشده | [ ۹۸ ]          |
| جوایز ستلایت                        | ۲۰۱۲ | بهترین مجموعه تلویزیونی کمدی یا موزیکال                                         | اداره                                                                           | نامزدشده | [ ۹۹ ]          |
| جوایز انجمن بازیگران فیلم           | ۲۰۰۷ | بهترین نقش‌آفرینی یک گروه بازیگری در مجموعه کمدی                                 | اداره                                                                           | برنده    | [ ۱۰۰ ]         |
| جوایز انجمن بازیگران فیلم           | ۲۰۰۷ | بهترین نقش‌آفرینی یک بازیگر مرد در مجموعه کمدی                                   | استیو کرل                                                                       | نامزدشده | [ ۱۰۰ ]         |
| جوایز انجمن بازیگران فیلم           | ۲۰۰۸ | بهترین نقش‌آفرینی توسط یک گروه بازیگر در مجموعه کمدی                             | اداره                                                                           | برنده    | [ ۱۰۱ ]         |
| جوایز انجمن بازیگران فیلم           | ۲۰۰۸ | بهترین نقش‌آفرینی یک بازیگر مرد در مجموعه کمدی                                   | استیو کرل                                                                       | نامزدشده | [ ۱۰۱ ]         |
| جوایز انجمن بازیگران فیلم           | ۲۰۰۹ | بهترین نقش‌آفرینی یک گروه بازیگری در مجموعه کمدی                                 | اداره                                                                           | نامزدشده | [ ۱۰۲ ]         |
| جوایز انجمن بازیگران فیلم           | ۲۰۰۹ | بهترین نقش‌آفرینی یک بازیگر مرد در مجموعه کمدی                                   | استیو کرل                                                                       | نامزدشده | [ ۱۰۲ ]         |
| جوایز انجمن بازیگران فیلم           | ۲۰۱۰ | بهترین نقش‌آفرینی گروه بازیگری در مجموعه کمدی                                    | اداره                                                                           | نامزدشده | [ ۱۰۳ ]         |
| جوایز انجمن بازیگران فیلم           | ۲۰۱۰ | بهترین نقش‌آفرینی بازیگر مرد در مجموعه کمدی                                      | استیو کرل                                                                       | نامزدشده | [ ۱۰۳ ]         |
| جوایز انجمن بازیگران فیلم           | ۲۰۱۱ | بهترین نقش‌آفرینی یک گروه بازیگری در مجموعه کمدی                                 | اداره                                                                           | نامزدشده | [ ۱۰۴ ]         |
| جوایز انجمن بازیگران فیلم           | ۲۰۱۱ | بهترین نقش‌آفرینی توسط بازیگر مرد در مجموعه کمدی                                 | استیو کرل                                                                       | نامزدشده | [ ۱۰۴ ]         |
| جوایز انجمن بازیگران فیلم           | ۲۰۱۲ | بهترین نقش‌آفرینی یک گروه بازیگری در مجموعه کمدی                                 | اداره                                                                           | نامزدشده | [ ۱۰۵ ]         |
| جوایز انجمن بازیگران فیلم           | ۲۰۱۲ | بهترین نقش‌آفرینی توسط یک بازیگر مرد در مجموعه کمدی                              | استیو کرل                                                                       | نامزدشده | [ ۱۰۵ ]         |
| جوایز انجمن بازیگران فیلم           | ۲۰۱۳ | بهترین نقش‌آفرینی توسط یک گروه بازیگری در مجموعه کمدی                            | اداره                                                                           | نامزدشده | [ ۱۰۶ ]         |
| جوایز برگزیده نوجوانان              | ۲۰۰۶ | بازیگر تلویزیونی گزیده: کمدی                                                    | استیو کرل                                                                       | نامزدشده | [ ۱۰۷ ] [ ۱۰۸ ] |
| جوایز برگزیده نوجوانان              | ۲۰۰۷ | بازیگر تلویزیونی گزیده: کمدی                                                    | اداره                                                                           | نامزدشده | [ ۱۰۹ ] [ ۱۱۰ ] |
| جوایز برگزیده نوجوانان              | ۲۰۰۷ | بازیگر تلویزیونی گزیده: کمدی                                                    | استیو کرل                                                                       | برنده    | [ ۱۰۹ ] [ ۱۱۰ ] |
| جوایز برگزیده نوجوانان              | ۲۰۰۸ | بازیگر تلویزیونی گزیده: کمدی                                                    | استیو کرل                                                                       | برنده    | [ ۱۱۱ ]         |
| جوایز برگزیده نوجوانان              | ۲۰۰۹ | مجموعه تلویزیونی گزیده: کمدی                                                    | اداره                                                                           | نامزدشده | [ ۱۱۲ ] [ ۱۱۳ ] |
| جوایز برگزیده نوجوانان              | ۲۰۰۹ | بازیگر تلویزیونی گزیده: کمدی                                                    | استیو کرل                                                                       | نامزدشده | [ ۱۱۲ ] [ ۱۱۳ ] |
| جوایز برگزیده نوجوانان              | ۲۰۰۹ | بازیگر زن تلویزیونی گزیده: کمدی                                                 | جینا فیشر                                                                       | نامزدشده | [ ۱۱۲ ] [ ۱۱۳ ] |
| جوایز برگزیده نوجوانان              | ۲۰۱۰ | بازیگر تلویزیونی گزیده: کمدی                                                    | استیو کرل                                                                       | نامزدشده | [ ۱۱۴ ] [ ۱۱۵ ] |
| جوایز برگزیده نوجوانان              | ۲۰۱۱ | بازیگر تلویزیون گزیده: کمدی                                                     | استیو کرل                                                                       | نامزدشده | [ ۱۱۶ ] [ ۱۱۷ ] |
| جوایز برگزیده نوجوانان              | ۲۰۱۱ | بازیگر تلویزیون گزیده: کمدی                                                     | جان کرازینسکی                                                                   | نامزدشده | [ ۱۱۶ ] [ ۱۱۷ ] |
| جوایز برگزیده نوجوانان              | ۲۰۱۹ | Choice Throwback TV Show                                                        | اداره                                                                           | نامزدشده | [ ۱۱۸ ]         |
| جوایز تی‌سی‌ای                        | ۲۰۰۶ | برنامه تلویزیونی سال                                                            | اداره                                                                           | نامزدشده | [ ۱۱۹ ] [ ۱۲۰ ] |
| جوایز تی‌سی‌ای                        | ۲۰۰۶ | دستاورد برجسته در کمدی                                                          | اداره                                                                           | برنده    | [ ۱۱۹ ] [ ۱۲۰ ] |
| جوایز تی‌سی‌ای                        | ۲۰۰۶ | دستاورد یک شخص در کمدی                                                          | استیو کرل                                                                       | برنده    | [ ۱۱۹ ] [ ۱۲۰ ] |
| جوایز تی‌سی‌ای                        | ۲۰۰۷ | دستاورد برجسته در کمدی                                                          | اداره                                                                           | برنده    | [ ۱۲۱ ]         |
| جوایز تی‌سی‌ای                        | ۲۰۰۸ | دستاورد برجسته در کمدی                                                          | اداره                                                                           | نامزدشده | [ ۱۲۲ ]         |
| جوایز تی‌سی‌ای                        | ۲۰۰۹ | دستاورد برجسته در کمدی                                                          | اداره                                                                           | نامزدشده | [ ۱۲۳ ]         |
| جوایز تی‌سی‌ای                        | ۲۰۰۹ | دستاورد شخص در کمدی                                                             | استیو کرل                                                                       | نامزدشده | [ ۱۲۳ ]         |
| جوایز تی‌وی لند                      | ۲۰۰۸ | جایزه کلاسیک آینده                                                              | اداره                                                                           | برنده    | [ ۱۲۴ ]         |
| جایزه انجمن نویسندگان آمریکا        | ۲۰۰۶ | تلویزیون: مجموعه جدید                                                           | اداره                                                                           | نامزدشده | [ ۱۲۵ ]         |
| جایزه انجمن نویسندگان آمریکا        | ۲۰۰۶ | تلویزیون: مجموعه کمدی                                                           | اداره                                                                           | نامزدشده | [ ۱۲۵ ]         |
| جایزه انجمن نویسندگان آمریکا        | ۲۰۰۶ | تلویزیون: کمدی قسمتی                                                            | بی جی نواک (برای «روز تنوع»)                                                    | نامزدشده | [ ۱۲۵ ]         |
| جایزه انجمن نویسندگان آمریکا        | ۲۰۰۷ | تلویزیون: کمدی قسمتی                                                            | اداره                                                                           | الگو:Win | [ ۱۲۶ ] [ ۱۲۷ ] |
| جایزه انجمن نویسندگان آمریکا        | ۲۰۰۷ | تلویزیون: کمدی قسمتی                                                            | استیو کرل (برای «شب کازینو»)                                                    | برنده    | [ ۱۲۶ ] [ ۱۲۷ ] |
| جایزه انجمن نویسندگان آمریکا        | ۲۰۰۷ | تلویزیون: کمدی قسمتی                                                            | پل لیبرشتاین (برای «کودتا»)                                                     | نامزدشده | [ ۱۲۶ ] [ ۱۲۷ ] |
| جایزه انجمن نویسندگان آمریکا        | ۲۰۰۸ | تلویزیون: مجموعه کمدی                                                           | اداره                                                                           | نامزدشده | [ ۱۲۸ ] [ ۱۲۷ ] |
| جایزه انجمن نویسندگان آمریکا        | ۲۰۰۸ | تلویزیون: کمدی قسمتی                                                            | پل لیبرشتاین و مایکل شور (برای «شغل»                                            | برنده    | [ ۱۲۸ ] [ ۱۲۷ ] |
| جایزه انجمن نویسندگان آمریکا        | ۲۰۰۸ | تلویزیون: کمدی قسمتی                                                            | بی جی نواک (برای «تبلیغ محلی»)                                                  | نامزدشده | [ ۱۲۸ ] [ ۱۲۷ ] |
| جایزه انجمن نویسندگان آمریکا        | ۲۰۰۸ | تلویزیون: کمدی قسمتی                                                            | کارولین ویلیامز (برای «عروسی فیلیس»)                                            | نامزدشده | [ ۱۲۸ ] [ ۱۲۷ ] |
| جایزه انجمن نویسندگان آمریکا        | ۲۰۰۹ | تلویزیون: مجموعه کمدی                                                           | اداره                                                                           | نامزدشده | [ ۱۲۹ ]         |
| جایزه انجمن نویسندگان آمریکا        | ۲۰۰۹ | تلویزیون: کمدی قسمتی                                                            | چارلی گرندی (برای «کمک در جرم»)                                                 | نامزدشده | [ ۱۲۹ ]         |
| جایزه انجمن نویسندگان آمریکا        | ۲۰۱۰ | تلویزیون: مجموعه کمدی                                                           | اداره                                                                           | نامزدشده | [ ۱۳۰ ]         |
| جایزه انجمن نویسندگان آمریکا        | ۲۰۱۰ | تلویزیون: مجموعه کمدی                                                           | چارلی گرندی (برای «ورشکسته»)                                                    | نامزدشده | [ ۱۳۰ ]         |
| جایزه انجمن نویسندگان آمریکا        | ۲۰۱۰ | تلویزیون: مجموعه کمدی                                                           | پل لیبرشتاین (برای «اراجیف»)                                                    | نامزدشده | [ ۱۳۰ ]         |
| جایزه انجمن نویسندگان آمریکا        | ۲۰۱۱ | تلویزیون: مجموعه کمدی                                                           | اداره                                                                           | نامزدشده | [ ۱۳۱ ]         |
| جایزه انجمن نویسندگان آمریکا        | ۲۰۱۱ | تلویزیون: کمدی قسمتی                                                            | آرون شور (برای «وبگاه واپف»)                                                    | نامزدشده | [ ۱۳۱ ]         |
| جایزه انجمن نویسندگان آمریکا        | ۲۰۱۲ | تلویزیون: کمدی قسمتی                                                            | گرگ دنیلز (برای «خداحافظ، مایکل»)                                               | نامزدشده | [ ۱۳۲ ]         |
| جایزه انجمن نویسندگان آمریکا        | ۲۰۱۲ | تلویزیون: کمدی قسمتی                                                            | رابرت پدنیک (برای «پی‌دی‌ای»)                                                     | نامزدشده | [ ۱۳۲ ]         |

### نامزدان جایزه‌ها
1. ↑  Additional nominees: Matt Flynn (art director); W. Rick Nichol (set designer); Steve Rostine (set decorator)
2. ↑  Additional nominees: Matt Flynn (art director); W. Rick Nichol (set designer); Henry Saine (graphic designer); Steve Rostine (set decorator)
3. ↑  نامزدان: ویوی زیگلر (معاون رئیس اجرایی ان‌بی‌سی دیجیتال انترتینمت); جف راس (تهیه‌کننده اجرایی)؛ جردن شلانسکی، مایک اسوینی و رابرت انجلو (تهیه‌کنندگان)؛ پل لیبرشتاین، مایکل شور، برایان بومگارتنر، آنجلا کینزی و اسکار نونز (نقش‌آفرینان)
4. ↑  نامزدان دیگر: رابرت روثبارد (مدیر تولید یکا); کلی کنتلی؛ جنی اوکیف، جزمین الهمبرا
5. ↑  Presented to Reveille Studios in association with NBC Universal Television Studios
6. ↑  نامزدها: گرگ دنیلز، بن سیلورمن، ریکی جرویز، استیون مرچنت و هوارد کلاین (تهیه‌کنندگان اجرایی); پل لیبرشتاین (تهیه‌کننده اجرایی کمکی); مایکل شور و کنت زبورنک (تهیه‌کنندگان)
7. ↑  نامزدان: بن سیلورمن، گرگ دنیلز، ریکی جرویز، استفن مرچنت و هوارد کلاین (تهیه‌کنندگان اجرایی)؛ پل لیبرشتاین، جنیفر سلوتا، مایکل شور، کنت زبورنک و تری واینبرگ (تهیه‌کنندگان مشترک)؛ بی جی نواک (تهیه‌کننده ناظر)؛ میندی کالینگ (تهیه‌کننده)
8. ↑  ننامزدان: بن سیلورمن، گرگ دنیلز، ریکی جرویز، استفن مرچنت و هوارد کلاین (تهیه‌کنندگان اجرایی)؛ پل لیبرشتاین، جنیفر سلوتا، مایکل شور، کنت زبورنک و تری واینبرگ (تهیه‌کنندگان مشترک)؛ بی جی نواک (تهیه‌کننده ناظر)؛ میندی کالینگ، لی آیزنبرگ، جین استوپنیتسکی، استیو کرل (تهیه‌کننده)
9. ↑  نامزدان: گرگ دنیلز، بن سیلورمن، ریکی جرویز، استفن مرچنت، هوارد کلاین، پل لیبرشتاین و جنیفر سلوتا (تهیه‌کنندگان اجرایی)؛ تری واینبرگ، بی جی نواک، میندی کالینگ، لی آیزنبرگ، جین استوپنیتسکی، پال فیگ و آرون شور (تهیه‌کنندگان مشترک)؛ استیو کرل، جاستین اسپیتزر، جیک آست و رندی کردری (تهیه‌کنندگان)[۷۰]
10. ↑  نامزدان: گرگ دنیلز، بن سیلورمن، ریکی جرویز، استفن مرچنت، هوارد کلاین و پل لیبرشتاین (تهیه‌کنندگان اجرایی)؛ میندی کالینگ، لی آیزنبرگ، جین استوپنیتسکی، بی جی نواک، آرون شور و تری واینبرگ (تهیه‌کنندگان مشترک)؛ استیو کرل، جاستین اسپیتزر، چارلی گرندی، وارن لیبرشتاین و هالستد سالیوان (تهیه‌کنندگان); رندی کردری (ساخته شده توسط)؛ دنیل چان (تهیه‌کننده ناظر)
11. ↑  نامزدان: بن سیلورمن، گرگ دنیلز، ریکی جرویز، استفن مرچنت، هوارد کلاین، پل لیبرشتاین و بی جی نواک (تهیه‌کنندگان اجرایی)؛ تری واینبرگ، میندی کالینگ، آرون شور، دنیل چان، و پیتر اوکو (تهیه‌کنندگان مشترک)؛ جاستین اسپیتزر و چارلی گرندی (تهیه‌کنندگان ناظر)؛ استیو کرل، وارن لیبرشتاین، هالستد سالیوان و استیو هلی (تهیه‌کنندگان)؛ رندی کردری (تهیه‌شده توسط)
12. ↑  نامزدان: جان کرازینسکی، کارول انجلو و دنیل استسن (تهیه‌کنندگان)
13. ↑  نامزدان: گرگ دنیلز و کنت زبورنک
14. ↑  نامزدان: گرگ دنیلز و کنت زبورنک
15. ↑  Nominees: گرگ دنیلز و کنت زبورنک
16. ↑  نامزدان: گرگ دنیلز، هوارد کلاین، پل لیبرشتاین، جنیفر سلوتا، پال فیگ، جیک آست و رندی کردری
17. ↑  نامزدان: رندی کردری، گرگ دنیلز، هوارد کلاین و پل لیبرشتاین
18. ↑  نامزدان: لسلی دیوید بیکر، برایان بومگارتنر، کرید برتن، استیو کرل، جینا فیشر، کیت فلانری، اد هلمز، میندی کالینگ، الی کمپر، آنجلا کینزی، جان کرازینسکی، پل لیبرشتاین، بی جی نواک، اسکار نونز، کریگ رابینسون، فیلیس اسمیت و رین ویلسون
19. ↑  نامزدان: لسلی دیوید بیکر، برایان بومگارتنر، کرید برتن، استیو کرل، جینا فیشر، کیت فلانری، اد هلمز، میندی کالینگ، الی کمپر، آنجلا کینزی، جان کرازینسکی، پل لیبرشتاین، بی جی نواک، اسکار نونز، کریگ رابینسون، فیلیس اسمیت و رین ویلسون
20. ↑  نامزدان: لسلی دیوید بیکر، برایان بومگارتنر، کرید برتن، استیو کرل، جینا فیشر، کیت فلانری، اد هلمز، میندی کالینگ، الی کمپر، آنجلا کینزی، جان کرازینسکی، پل لیبرشتاین، بی جی نواک، اسکار نونز، کریگ رابینسون، فیلیس اسمیت و رین ویلسون
21. ↑  نامزدان: لسلی دیوید بیکر، برایان بومگارتنر، کرید برتن، استیو کرل، جینا فیشر، کیت فلانری، اد هلمز، میندی کالینگ، الی کمپر، آنجلا کینزی، جان کرازینسکی، پل لیبرشتاین، بی جی نواک، اسکار نونز، کریگ رابینسون، فیلیس اسمیت و رین ویلسون
22. ↑  نامزدان: لسلی دیوید بیکر، برایان بومگارتنر، کرید برتن، استیو کرل، جینا فیشر، کیت فلانری، اد هلمز، میندی کالینگ، الی کمپر، آنجلا کینزی، جان کرازینسکی، پل لیبرشتاین، بی جی نواک، اسکار نونز، کریگ رابینسون، فیلیس اسمیت، جیمز اسپیدر، رین ویلسون و زک وودز
23. ↑  نامزدان: لسلی دیوید بیکر، برایان بومگارتنر، کرید برتن، استیو کرل، جینا فیشر، کیت فلانری، اد هلمز، میندی کالینگ، الی کمپر، آنجلا کینزی، جان کرازینسکی، پل لیبرشتاین، بی جی نواک، اسکار نونز، کریگ رابینسون، فیلیس اسمیت، جیمز اسپیدر، رین ویلسون و زک وودز
24. ↑  نامزدان: لسلی دیوید بیکر، برایان بومگارتنر، کرید برتن، کلارک دوک، جینا فیشر، کیت فلانری، اد هلمز، میندی کالینگ، الی کمپر، آنجلا کینزی، جان کرازینسکی، جیک لیسی، پل لیبرشتاین، بی جی نواک، اسکار نونز، کریگ رابینسون، فیلیس اسمیت، کاترین تیت و رین ویلسون
25. 1 2  نامزدان: جنیفر سلوتا، گرگ دنیلز، لی آیزنبرگ، ریکی جرویز، میندی کالینگ، پل لیبرشتاین، استفن مرچنت، بی جی نواک، مایکل شور، جین استوپنیتسکی و لری ویلمور
26. ↑  نامزدان: استیو کرل، جنیفر سلوتا، گرگ دنیلز، لی آیزنبرگ، برنت فورستر، ریکی جرویز، میندی کالینگ، پل لیبرشتاین، استفن مرچنت، بی جی نواک، مایکل شور، جسایت اسپیتزر و جین استوپنیتسکی
27. ↑  نامزدان:جنیفر سلوتا، دنیل چان، گرگ دنیلز، لی آیزنبرگ، انتونی کیو فرل، برنت فارستر، دن گور، چارلی گرندی، میندی کالینگ، رایان کوه، لستر لوئیس، پل لیبرشتاین، وارن لیبرشتاین، بی جی نواک، مایکل شور، آرون شور، جاستین اسپیتزر، جین استوپنیتسکی و هالستد سالیوان
28. ↑  نامزدان:جنیفر سلوتا، دنیل چان، گرگ دنیلز، لی آیزنبرگ، انتونی کیو فرل، برنت فارستر، دن گور، چارلی گرندی، میندی کالینگ، رایان کوه، لستر لوئیس، پل لیبرشتاین، وارن لیبرشتاین* بی جی نواک، مایکل شور، آرون شور، جاستین اسپیتزر، جین استوپنیتسکی و هالستد سالیوان
29. ↑  نامزدان:جنیفر سلوتا، دنیل چان، گرگ دنیلز، لی آیزنبرگ، انتونی کیو فرل، برنت فارستر، دن گور، چارلی گرندی، میندی کالینگ، رایان کوه، لستر لوئیس، پل لیبرشتاین، وارن لیبرشتاین* بی جی نواک، مایکل شور، آرون شور، جاستین اسپیتزر، جین استوپنیتسکی و هالستد سالیوان
30. ↑  نامزدان: جنیفر سلوتا، دنیل چان، گرگ دنیلز، لی آیزنبرگ، برنت فورستر، املی ژیلت، چارلی گرندی، استیو هلی، جاناتان ایو هیویز، میندی کالینگ، کری کمپر، جیسون کسلر، پل لیبرشتاین، وارن لیبرشتاین، بی جی نواک، پیتر اوکو، برابرت پدنیک، آرون شور، جاستین اسپیتزر، جین استوپنیتسکی، هالستد سالیوان و جان ویتی

### دیگر
1. ↑  سال‌های عنوان‌شده به سال مراسم اشاره دارند و لزوماً سالی که آن قسمت پخش شد نیست.
2. 1 2 3  جوایز رده‌بندی‌ها نامزدی‌های از پیش تایین‌شده ندارند و تنها برندگان اعلام می‌شوند. برای ساده‌سازی و جلوگیری از خطا، هر جایزه‌ای فرض می‌شود که قرار است برنده داشته باشد.